# Pleustomesus medius
Pleustomesus medius är en kräftdjursart som först beskrevs av Goës 1866.  Pleustomesus medius ingår i släktet Pleustomesus och familjen Pleustidae. Inga underarter finns listade i Catalogue of Life.